# Thesium magalismontanum
Thesium magalismontanum är en sandelträdsväxtart som beskrevs av Otto Wilhelm Sonder. Thesium magalismontanum ingår i släktet spindelörter, och familjen sandelträdsväxter. Inga underarter finns listade i Catalogue of Life.